# Piotr Markiewicz
Piotr Markiewicz (* 3. September 1973 in Sejny) ist ein ehemaliger polnischer Kanute.

## Erfolge
Piotr Markiewicz gehörte bei den Olympischen Spielen 1996 in Atlanta zum polnischen Aufgebot im Vierer-Kajak auf der 1000-Meter-Strecke und qualifizierte sich mit der Mannschaft dank eines zweiten Platzes im Vorlauf direkt für das Finale, in dem sie als Vierte jedoch knapp einen Medaillengewinn verpassten. Markiewicz ging außerdem im Einer-Kajak über 500 Meter an den Start. Nach Rang zwei im Vorlauf und Rang fünf im Halbfinale erreichte er sein zweites Finale, das er nach 1:38,615 Minuten auf dem dritten Platz abschloss. Er gewann hinter dem Italiener Antonio Rossi und den Norweger Knut Holmann Bronze.
Markiewicz gewann bei den Weltmeisterschaften 1993 in Kopenhagen im Vierer-Kajak über 10.000 Meter die Silbermedaille. Über 1000 Meter wurde er 1994 in Mexiko-Stadt Vizeweltmeister und belegte bei den Weltmeisterschaften 1995 in Duisburg ebenfalls über 1000 Meter den dritten Platz. Darüber hinaus wurde er im Einer-Kajak über 200 Meter und auch über 500 Meter Weltmeister. Zwei Bronzemedaillen sicherte er sich bei den Europameisterschaften 1997 in Plowdiw im Vierer-Kajak auf der 200-Meter- und der 1000-Meter-Strecke. 1999 wurde Markiewicz im Vierer-Kajak in Mailand über 200 Meter schließlich nochmals Vizeweltmeister. Er gewann insgesamt 13 polnische Landesmeisterschaften.
Nach seinem Medaillengewinn 1996 wurde er mit dem Silbernen Verdienstkreuz der Republik Polen ausgezeichnet.